# 15-та паралель північної широти
15-та паралель північної широти — лінія широти, що лежить на 15 градусів північніше земної екваторіальної площини. Вона проходить через Африку (Сахель), Азію (Аравію, Індостан та Індокитай), Індійський океан, Тихий океан, Центральну Америку, Кариби та Атлантичний океан.
Під час лівійсько-чадської війни (1978-1987 рр.) ця паралель була відома як "Червона лінія", яка розділяла ворогуючі сторони, перш за все під час операції «Манта».
На цій широті під час літнього сонцестояння сонце видно 13 годин 1 хвилину, а під час зимового сонцестояння — 11 годин 14 хвилин.

## Список географічних об'єктів, що перетинає 15° пн. ш.
Починаючи з Гринвіцького меридіану та рухаючись на схід, 15-та паралель північної широти проходить через:
| Координати                                                   | Країна, територія або море  | Примітки                                                                              |
| ------------------------------------------------------------ | --------------------------- | ------------------------------------------------------------------------------------- |
| 15°0′ пн. ш. 0°0′ сх. д. / 15.000° пн. ш. 0.000° сх. д.      | Малі                        |                                                                                       |
| 15°0′ пн. ш. 1°0′ сх. д. / 15.000° пн. ш. 1.000° сх. д.      | Нігер                       |                                                                                       |
| 15°0′ пн. ш. 13°51′ сх. д. / 15.000° пн. ш. 13.850° сх. д.   | Чад                         |                                                                                       |
| 15°0′ пн. ш. 22°47′ сх. д. / 15.000° пн. ш. 22.783° сх. д.   | Судан                       |                                                                                       |
| 15°0′ пн. ш. 36°27′ сх. д. / 15.000° пн. ш. 36.450° сх. д.   | Еритрея                     |                                                                                       |
| 15°0′ пн. ш. 40°32′ сх. д. / 15.000° пн. ш. 40.533° сх. д.   | Червоне море                |                                                                                       |
| 15°0′ пн. ш. 42°53′ сх. д. / 15.000° пн. ш. 42.883° сх. д.   | Ємен                        |                                                                                       |
| 15°0′ пн. ш. 50°26′ сх. д. / 15.000° пн. ш. 50.433° сх. д.   | Індійський океан            | Аравійське море                                                                       |
| 15°0′ пн. ш. 74°1′ сх. д. / 15.000° пн. ш. 74.017° сх. д.    | Індія                       | Гоа Карнатака Андгра-Прадеш                                                           |
| 15°0′ пн. ш. 80°3′ сх. д. / 15.000° пн. ш. 80.050° сх. д.    | Індійський океан            | Бенгальська затока Проходить північніше острова Препаріс[en], М'янма Андаманське море |
| 15°0′ пн. ш. 97°47′ сх. д. / 15.000° пн. ш. 97.783° сх. д.   | М'янма                      |                                                                                       |
| 15°0′ пн. ш. 98°13′ сх. д. / 15.000° пн. ш. 98.217° сх. д.   | Таїланд                     | Проходить через Накхонратчасіму                                                       |
| 15°0′ пн. ш. 105°35′ сх. д. / 15.000° пн. ш. 105.583° сх. д. | Лаос                        |                                                                                       |
| 15°0′ пн. ш. 107°28′ сх. д. / 15.000° пн. ш. 107.467° сх. д. | В'єтнам                     |                                                                                       |
| 15°0′ пн. ш. 108°55′ сх. д. / 15.000° пн. ш. 108.917° сх. д. | Південнокитайське море      | Проходить південніше спірної мілини Скарборо                                          |
| 15°0′ пн. ш. 120°3′ сх. д. / 15.000° пн. ш. 120.050° сх. д.  | Філіппіни                   | Проходить через острів Лусон                                                          |
| 15°0′ пн. ш. 121°33′ сх. д. / 15.000° пн. ш. 121.550° сх. д. | Тихий океан                 | Протока Полілло[nl]                                                                   |
| 15°0′ пн. ш. 121°49′ сх. д. / 15.000° пн. ш. 121.817° сх. д. | Філіппіни                   | Проходить через острів Полілло                                                        |
| 15°0′ пн. ш. 122°3′ сх. д. / 15.000° пн. ш. 122.050° сх. д.  | Тихий океан                 | Філіппінське море                                                                     |
| 15°0′ пн. ш. 145°35′ сх. д. / 15.000° пн. ш. 145.583° сх. д. | Північні Маріанські Острови | Проходить через острів Тініан                                                         |
| 15°0′ пн. ш. 145°40′ сх. д. / 15.000° пн. ш. 145.667° сх. д. | Тихий океан                 | Проходить південніше атола Бокак[en], Маршаллові Острови                              |
| 15°0′ пн. ш. 92°43′ зх. д. / 15.000° пн. ш. 92.717° зх. д.   | Мексика                     | Чіапас                                                                                |
| 15°0′ пн. ш. 92°8′ зх. д. / 15.000° пн. ш. 92.133° зх. д.    | Гватемала                   |                                                                                       |
| 15°0′ пн. ш. 89°11′ зх. д. / 15.000° пн. ш. 89.183° зх. д.   | Гондурас                    |                                                                                       |
| 15°0′ пн. ш. 83°25′ зх. д. / 15.000° пн. ш. 83.417° зх. д.   | Нікарагуа                   | Приблизно на 11 км                                                                    |
| 15°0′ пн. ш. 83°18′ зх. д. / 15.000° пн. ш. 83.300° зх. д.   | Гондурас                    |                                                                                       |
| 15°0′ пн. ш. 83°9′ зх. д. / 15.000° пн. ш. 83.150° зх. д.    | Карибське море              | Протока Мартиніка — проходить між Домінікою та Мартинікою                             |
| 15°0′ пн. ш. 61°15′ зх. д. / 15.000° пн. ш. 61.250° зх. д.   | Атлантичний океан           |                                                                                       |
| 15°0′ пн. ш. 24°28′ зх. д. / 15.000° пн. ш. 24.467° зх. д.   | Кабо-Верде                  | Проходить через острів Фогу                                                           |
| 15°0′ пн. ш. 24°18′ зх. д. / 15.000° пн. ш. 24.300° зх. д.   | Атлантичний океан           |                                                                                       |
| 15°0′ пн. ш. 23°44′ зх. д. / 15.000° пн. ш. 23.733° зх. д.   | Кабо-Верде                  | Проходить через острів Сантьягу                                                       |
| 15°0′ пн. ш. 23°27′ зх. д. / 15.000° пн. ш. 23.450° зх. д.   | Атлантичний океан           |                                                                                       |
| 15°0′ пн. ш. 17°4′ зх. д. / 15.000° пн. ш. 17.067° зх. д.    | Сенегал                     |                                                                                       |
| 15°0′ пн. ш. 12°28′ зх. д. / 15.000° пн. ш. 12.467° зх. д.   | Мавританія                  |                                                                                       |
| 15°0′ пн. ш. 11°48′ зх. д. / 15.000° пн. ш. 11.800° зх. д.   | Малі                        |                                                                                       |
| 15°0′ пн. ш. 0°50′ зх. д. / 15.000° пн. ш. 0.833° зх. д.     | Буркіна-Фасо                |                                                                                       |
| 15°0′ пн. ш. 0°2′ зх. д. / 15.000° пн. ш. 0.033° зх. д.      | Малі                        |                                                                                       |